# Melanocharacidium compressus
Melanocharacidium compressus är en fiskart som beskrevs av Buckup 1993. Melanocharacidium compressus ingår i släktet Melanocharacidium och familjen Crenuchidae. Inga underarter finns listade.